# 2013-as Formula–1 bahreini nagydíj
A bahreini nagydíj volt a 2013-as Formula–1 világbajnokság negyedik futama, amelyet 2013. április 19. és április 21. között rendeztek meg a bahreini Bahrain International Circuiten, Szahírban.

## Szabadedzések

### Első szabadedzés
A bahreini nagydíj első szabadedzését április 19-én, pénteken délelőtt tartották.
| helyezés | versenyző         | csapat/motor         | elért idő | különbség | futott kör |
| -------- | ----------------- | -------------------- | --------- | --------- | ---------- |
| 1        | Felipe Massa      | Ferrari              | 1:34,487  | -         | 11         |
| 2        | Fernando Alonso   | Ferrari              | 1:34,564  | +0,077    | 19         |
| 3        | Nico Rosberg      | Mercedes             | 1:34,621  | +0,134    | 22         |
| 4        | Sebastian Vettel  | Red Bull-Renault     | 1:34,790  | +0,303    | 20         |
| 5        | Paul di Resta     | Force India-Mercedes | 1:34,949  | +0,462    | 17         |
| 6        | Jenson Button     | McLaren-Mercedes     | 1:35,069  | +0,582    | 22         |
| 7        | Mark Webber       | Red Bull-Renault     | 1:35,101  | +0,614    | 19         |
| 8        | Adrian Sutil      | Force India-Mercedes | 1:35,119  | +0,632    | 19         |
| 9        | Kimi Räikkönen    | Lotus-Renault        | 1:35,345  | +0,858    | 17         |
| 10       | Romain Grosjean   | Lotus-Renault        | 1:35,611  | +1,124    | 14         |
| 11       | Sergio Pérez      | McLaren-Mercedes     | 1:35,640  | +1,153    | 23         |
| 12       | Valtteri Bottas   | Williams-Renault     | 1:35,783  | +1,296    | 16         |
| 13       | Lewis Hamilton    | Mercedes             | 1:35,792  | +1,305    | 16         |
| 14       | Jean-Éric Vergne  | Toro Rosso-Ferrari   | 1:36,014  | +1,527    | 19         |
| 15       | Daniel Ricciardo  | Toro Rosso-Ferrari   | 1:36,485  | +1,998    | 20         |
| 16       | Pastor Maldonado  | Williams-Renault     | 1:36,498  | +2,011    | 17         |
| 17       | Nico Hülkenberg   | Sauber-Ferrari       | 1:36,755  | +2,268    | 20         |
| 18       | Esteban Gutiérrez | Sauber-Ferrari       | 1:37,214  | +2,727    | 21         |
| 19       | Charles Pic       | Caterham-Renault     | 1:37,850  | +3,363    | 20         |
| 20       | Heikki Kovalainen | Caterham-Renault     | 1:38,401  | +3,914    | 20         |
| 21       | Max Chilton       | Marussia-Cosworth    | 1:39,445  | +4,958    | 12         |
| 22       | Rodolfo González  | Marussia-Cosworth    | 1:40,215  | +5,728    | 7          |

### Második szabadedzés
A bahreini nagydíj második szabadedzését április 19-én, pénteken délután tartották.
| helyezés | versenyző           | csapat/motor         | elért idő | különbség | futott kör |
| -------- | ------------------- | -------------------- | --------- | --------- | ---------- |
| 1        | Kimi Räikkönen      | Lotus-Renault        | 1:34,154  | -         | 31         |
| 2        | Mark Webber         | Red Bull-Renault     | 1:34,184  | +0,030    | 26         |
| 3        | Sebastian Vettel    | Red Bull-Renault     | 1:34,282  | +0,128    | 29         |
| 4        | Fernando Alonso     | Ferrari              | 1:34,310  | +0,156    | 29         |
| 5        | Paul di Resta       | Force India-Mercedes | 1:34,543  | +0,389    | 35         |
| 6        | Felipe Massa        | Ferrari              | 1:34,552  | +0,398    | 34         |
| 7        | Romain Grosjean     | Lotus-Renault        | 1:34,631  | +0,477    | 33         |
| 8        | Nico Rosberg        | Mercedes             | 1:34,666  | +0,512    | 37         |
| 9        | Adrian Sutil        | Force India-Mercedes | 1:34,932  | +0,778    | 33         |
| 10       | Lewis Hamilton      | Mercedes             | 1:34,976  | +0,822    | 29         |
| 11       | Jenson Button       | McLaren-Mercedes     | 1:35,356  | +1,202    | 32         |
| 12       | Jean-Éric Vergne    | Toro Rosso-Ferrari   | 1:35,506  | +1,352    | 36         |
| 13       | Sergio Pérez        | McLaren-Mercedes     | 1:35,589  | +1,435    | 37         |
| 14       | Daniel Ricciardo    | Toro Rosso-Ferrari   | 1:35,761  | +1,607    | 33         |
| 15       | Nico Hülkenberg     | Sauber-Ferrari       | 1:36,133  | +1,979    | 36         |
| 16       | Pastor Maldonado    | Williams-Renault     | 1:36,279  | +2,125    | 33         |
| 17       | Valtteri Bottas     | Williams-Renault     | 1:36,579  | +2,425    | 28         |
| 18       | Esteban Gutiérrez   | Sauber-Ferrari       | 1:36,616  | +2,462    | 34         |
| 19       | Charles Pic         | Caterham-Renault     | 1:37,061  | +2,907    | 33         |
| 20       | Max Chilton         | Marussia-Cosworth    | 1:37,313  | +3,159    | 33         |
| 21       | Jules Bianchi       | Marussia-Cosworth    | 1:37,363  | +3,209    | 29         |
| 22       | Giedo van der Garde | Caterham-Renault     | 1:37,970  | +3,816    | 34         |

### Harmadik szabadedzés
A bahreini nagydíj harmadik szabadedzését április 20-án, szombaton délelőtt tartották.
| helyezés | versenyző           | csapat/motor         | elért idő | különbség | futott kör |
| -------- | ------------------- | -------------------- | --------- | --------- | ---------- |
| 1        | Fernando Alonso     | Ferrari              | 1:33,247  | -         | 12         |
| 2        | Sebastian Vettel    | Red Bull-Renault     | 1:33,348  | +0,101    | 15         |
| 3        | Mark Webber         | Red Bull-Renault     | 1:33,380  | +0,133    | 19         |
| 4        | Kimi Räikkönen      | Lotus-Renault        | 1:33,446  | +0,199    | 21         |
| 5        | Lewis Hamilton      | Mercedes             | 1:33,455  | +0,208    | 19         |
| 6        | Romain Grosjean     | Lotus-Renault        | 1:33,464  | +0,217    | 19         |
| 7        | Adrian Sutil        | Force India-Mercedes | 1:33,596  | +0,349    | 17         |
| 8        | Paul di Resta       | Force India-Mercedes | 1:33,700  | +0,453    | 15         |
| 9        | Nico Rosberg        | Mercedes             | 1:33,764  | +0,517    | 19         |
| 10       | Nico Hülkenberg     | Sauber-Ferrari       | 1:33,922  | +0,675    | 17         |
| 11       | Felipe Massa        | Ferrari              | 1:33,949  | +0,702    | 20         |
| 12       | Jenson Button       | McLaren-Mercedes     | 1:34,117  | +0,870    | 17         |
| 13       | Sergio Pérez        | McLaren-Mercedes     | 1:34,282  | +1,035    | 18         |
| 14       | Daniel Ricciardo    | Toro Rosso-Ferrari   | 1:34,577  | +1,330    | 16         |
| 15       | Valtteri Bottas     | Williams-Renault     | 1:34,611  | +1,364    | 17         |
| 16       | Jean-Éric Vergne    | Toro Rosso-Ferrari   | 1:34,678  | +1,431    | 16         |
| 17       | Pastor Maldonado    | Williams-Renault     | 1:34,833  | +1,586    | 17         |
| 18       | Charles Pic         | Caterham-Renault     | 1:35,816  | +2,569    | 16         |
| 19       | Jules Bianchi       | Marussia-Cosworth    | 1:36,731  | +3,484    | 17         |
| 20       | Giedo van der Garde | Caterham-Renault     | 1:36,939  | +3,692    | 16         |
| 21       | Max Chilton         | Marussia-Cosworth    | 1:37,630  | +4,383    | 7          |
| 22       | Esteban Gutiérrez   | Sauber-Ferrari       | 1:39,592  | +6,345    | 29         |

## Időmérő edzés
A bahreini nagydíj időmérő edzését április 20-án, szombaton futották.
| helyezés              | rajtszám | versenyző           | csapat/motor         | 1. rész  | 2. rész  | 3. rész    | rajthely |
| --------------------- | -------- | ------------------- | -------------------- | -------- | -------- | ---------- | -------- |
| 1                     | 9        | Nico Rosberg        | Mercedes             | 1:33,364 | 1:32,867 | 1:32,330   | 1        |
| 2                     | 1        | Sebastian Vettel    | Red Bull-Renault     | 1:33,327 | 1:32,746 | 1:32,584   | 2        |
| 3                     | 3        | Fernando Alonso     | Ferrari              | 1:32,878 | 1:33,316 | 1:32,667   | 3        |
| 4                     | 10       | Lewis Hamilton      | Mercedes             | 1:33,498 | 1:33,346 | 1:32,762   | 9[1]     |
| 5                     | 2        | Mark Webber         | Red Bull-Renault     | 1:33,966 | 1:33,098 | 1:33,078   | 7[2]     |
| 6                     | 4        | Felipe Massa        | Ferrari              | 1:33,780 | 1:33,358 | 1:33,207   | 4        |
| 7                     | 14       | Paul di Resta       | Force India-Mercedes | 1:33,762 | 1:33,335 | 1:33,235   | 5        |
| 8                     | 15       | Adrian Sutil        | Force India-Mercedes | 1:34,048 | 1:33,378 | 1:33,246   | 6        |
| 9                     | 7        | Kimi Räikkönen      | Lotus-Renault        | 1:33,827 | 1:33,146 | 1:33,327   | 8        |
| 10                    | 5        | Jenson Button       | McLaren-Mercedes     | 1:34,071 | 1:33,702 | idő nélkül | 10       |
| 11                    | 8        | Romain Grosjean     | Lotus-Renault        | 1:33,498 | 1:33,762 |            | 11       |
| 12                    | 6        | Sergio Pérez        | McLaren-Mercedes     | 1:34,310 | 1:33,914 |            | 12       |
| 13                    | 19       | Daniel Ricciardo    | Toro Rosso-Ferrari   | 1:34,120 | 1:33,974 |            | 13       |
| 14                    | 11       | Nico Hülkenberg     | Sauber-Ferrari       | 1:34,409 | 1:33,976 |            | 14       |
| 15                    | 17       | Valtteri Bottas     | Williams-Renault     | 1:34,425 | 1:34,105 |            | 15       |
| 16                    | 18       | Jean-Éric Vergne    | Toro Rosso-Ferrari   | 1:34,314 | 1:34,284 |            | 16       |
| 17                    | 16       | Pastor Maldonado    | Williams-Renault     | 1:34,425 |          |            | 17       |
| 18                    | 12       | Esteban Gutiérrez   | Sauber-Ferrari       | 1:34,730 |          |            | 22[3]    |
| 19                    | 20       | Charles Pic         | Caterham-Renault     | 1:35,283 |          |            | 18       |
| 20                    | 22       | Jules Bianchi       | Marussia-Cosworth    | 1:36,178 |          |            | 19       |
| 21                    | 21       | Giedo van der Garde | Caterham-Renault     | 1:36,304 |          |            | 20       |
| 22                    | 23       | Max Chilton         | Marussia-Cosworth    | 1:36,476 |          |            | 21       |
| 107%-os idő: 1:39,379 |          |                     |                      |          |          |            |          |

Megjegyzés
- ↑ 1:  Lewis Hamilton 5 helyes rajtbüntetést kapott váltócsere miatt.[1]
- ↑ 2:  Mark Webber 3 helyes rajtbüntetést kapott az előző versenyen történt Jean-Éric Vergne-el való elkerülhető ütközéséért.[2]
- ↑ 3:  Esteban Gutiérrez 5 helyes rajtbüntetést kapott az előző versenyen történt Adrian Sutillal való elkerülhető ütközéséért.[3]

## Futam
A bahreini nagydíj futama április 21-én, vasárnap rajtolt.
| helyezés | rajtszám | versenyző           | csapat/motor         | futott kör | idő/kiesés oka   | rajthely | pont |
| -------- | -------- | ------------------- | -------------------- | ---------- | ---------------- | -------- | ---- |
| 1        | 1        | Sebastian Vettel    | Red Bull-Renault     | 57         | 1:36:00,498      | 2        | 25   |
| 2        | 7        | Kimi Räikkönen      | Lotus-Renault        | 57         | +9,111           | 8        | 18   |
| 3        | 8        | Romain Grosjean     | Lotus-Renault        | 57         | +19,507          | 11       | 15   |
| 4        | 14       | Paul di Resta       | Force India-Mercedes | 57         | +21,727          | 5        | 12   |
| 5        | 10       | Lewis Hamilton      | Mercedes             | 57         | +35,230          | 9        | 10   |
| 6        | 6        | Sergio Pérez        | McLaren-Mercedes     | 57         | +35,998          | 12       | 8    |
| 7        | 2        | Mark Webber         | Red Bull-Renault     | 57         | +37,244          | 7        | 6    |
| 8        | 3        | Fernando Alonso     | Ferrari              | 57         | +37,574          | 3        | 4    |
| 9        | 9        | Nico Rosberg        | Mercedes             | 57         | +41,126          | 1        | 2    |
| 10       | 5        | Jenson Button       | McLaren-Mercedes     | 57         | +46,631          | 10       | 1    |
| 11       | 16       | Pastor Maldonado    | Williams-Renault     | 57         | +1:06,450        | 17       |      |
| 12       | 11       | Nico Hülkenberg     | Sauber-Ferrari       | 57         | +1:12,933        | 14       |      |
| 13       | 15       | Adrian Sutil        | Force India-Mercedes | 57         | +1:16,719        | 6        |      |
| 14       | 17       | Valtteri Bottas     | Williams-Renault     | 57         | +1:21,511        | 15       |      |
| 15       | 4        | Felipe Massa        | Ferrari              | 57         | +1:26,364        | 4        |      |
| 16       | 19       | Daniel Ricciardo    | Toro Rosso-Ferrari   | 56         | +1 kör           | 13       |      |
| 17       | 20       | Charles Pic         | Caterham-Renault     | 56         | +1 kör           | 18       |      |
| 18       | 12       | Esteban Gutiérrez   | Sauber-Ferrari       | 56         | +1 kör           | 22       |      |
| 19       | 22       | Jules Bianchi       | Marussia-Cosworth    | 56         | +1 kör           | 19       |      |
| 20       | 23       | Max Chilton         | Marussia-Cosworth    | 56         | +1 kör           | 21       |      |
| 21       | 21       | Giedo van der Garde | Caterham-Renault     | 55         | +2 kör           | 20       |      |
| ki       | 18       | Jean-Éric Vergne    | Toro Rosso-Ferrari   | 16         | baleseti sérülés | 16       |      |

## A világbajnokság állása a verseny után
| H   | Versenyzők       | Pont | H   | Konstruktőrök        | Pont |
| --- | ---------------- | ---- | --- | -------------------- | ---- |
| 1.  | Sebastian Vettel | 77   | 1.  | Red Bull-Renault     | 109  |
| 2.  | Kimi Räikkönen   | 67   | 2.  | Lotus-Renault        | 93   |
| 3.  | Lewis Hamilton   | 50   | 3.  | Ferrari              | 77   |
| 4.  | Fernando Alonso  | 47   | 4.  | Mercedes             | 64   |
| 5.  | Mark Webber      | 32   | 5.  | Force India-Mercedes | 26   |
| 6.  | Felipe Massa     | 30   | 6.  | McLaren-Mercedes     | 23   |
| 7.  | Romain Grosjean  | 26   | 7.  | Toro Rosso-Ferrari   | 7    |
| 8.  | Paul di Resta    | 20   | 8.  | Sauber-Ferrari       | 5    |
| 9.  | Nico Rosberg     | 14   | 9.  | Williams-Renault     | 0    |
| 10. | Jenson Button    | 13   | 10. | Marussia-Cosworth    | 0    |

(A teljes táblázat)

## Statisztikák
- Vezető helyen:
  - Nico Rosberg : 2 kör (1-2)
  - Sebastian Vettel : 51 kör (3-10 / 15-57)
  - Paul di Resta : 3 kör (11-13)
  - Kimi Räikkönen : 1 kör (14)
- Sebastian Vettel 28. győzelme.
- Nico Rosberg 2. pole-pozíciója.
- A Red Bull 36. győzelme.
- Sebastian Vettel 17. leggyorsabb köre.
- Sebastian Vettel 49., Kimi Räikkönen 72., Romain Grosjean 4. dobogós helyezése.

A Formula–1 történetében második alkalommal fordult elő, hogy két egymást követő évben ugyanazok a pilóták állhattak dobogóra egyazon futamon. Legutóbb 1998-ban és 1999-ben a spanyol nagydíjon alakult ki a Häkkinen, Coulthard, Schumacher eredmény.